# Nordisk Ungdom (2000-talet)
Nordisk Ungdom var en högerextrem organisation i Sverige som bildades 2010 och lade ner sin verksamhet i augusti 2019.
Nordisk Ungdom bildades av tidigare medlemmar i Nationaldemokraterna, och har kopplats till den svenska vit makt-rörelsen. Organisationens ideologi har beskrivits som etnopluralistisk och antisemitisk, och under senare år beskrevs gruppen även som anhängare av konservativ katolicism.

## Historia

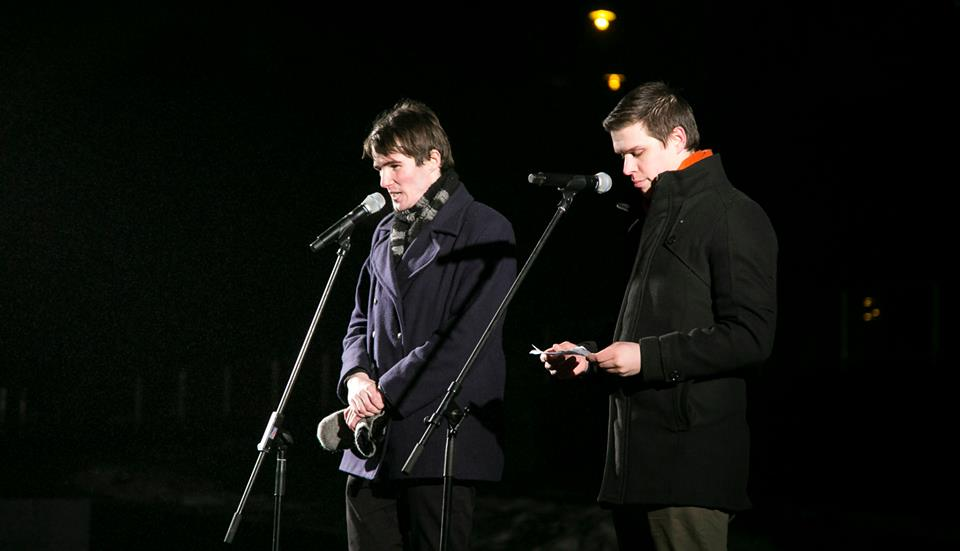
Den estniske EKRE-politikern Ruuben Kaalep och Fredrik Hagberg i Tallinn 2015.

Nordisk Ungdom bildades 30 januari 2010 av flera personer som tidigare varit aktiva i Nationaldemokratisk Ungdom (NDU), bland dem Patrik Forsén och Andreas Nyberg som båda varit ordförande för NDU. Vid lanseringen beskrev sig organisationen som öppen för samarbeten med andra nationella organisationer, och på Facebook beskrev sig organisationen som närstående till Nationaldemokraterna. Lanseringen rönte uppmärksamhet i media, delvis på grund av organisationens val att lansera sig med en egenkomponerad reggaelåt. Den moderna organisationen Nordisk Ungdom hade ingen koppling till den historiska organisationen med samma namn.
Nordisk Ungdom var en utomparlamentarisk organisation vars verksamhet huvudsakligen bestod av olika provokativa aktioner, ibland med inslag av trakasserier, hot och våld. Organisationen ansåg att man bedrev politik som konstform. Bland annat har Nordisk Ungdom bedrivit en kampanj mot bygget av Göteborgs moské, trakasserat meningsmotståndare samt kastat en tårta i ansiktet på en kvinna som tidigare själv kastat en tårta i ansiktet på Jimmie Åkesson.
I samband med upploppen i Stockholm 2013 var Nordisk Ungdom inblandade i att arrangera medborgargarden, enligt organisationen i syfte att "försvara svenska områden". 2017 attackerade Nordisk Ungdom en grupp sittstrejkande afghanska flyktingar på Mynttorget i Stockholm med bland annat en rökbomb. Nordisk Ungdom försökte vid upprepade tillfällen attackera Stockholm Pride. Flera av organisationens aktivister dömdes för brott begångna i samband med aktionerna.
I augusti 2019 meddelade Nordisk Ungdom nedläggningen av organisationen, då man inte bedömde förutsättningarna för en fortsatt verksamhet som fruktsamma.

## Ideologisk hemvist
Statens medieråd bedömde Nordisk Ungdom som en radikalt högerpopulistisk organisation som knöt an till "den fascistiska ideologins tankefigur" och inkorporerade "ideologiska element och politiska strategier från den italienska sociala fascismen" som de anpassade till ett svenskt sammanhang. Nordisk Ungdoms lokal Stacken i Täby var enligt Medierådet det första fascistiska sociala centret i Sverige. Expo kategoriserade Nordisk Ungdom som en nazistisk och högerextrem aktivistorganisation, och även i media förekom samma beskrivning av organisationen. Ibland användes bara benämningen högerextrem.
SKMA kategoriserade Nordisk Ungdom som en antisemitisk organisation mot bakgrund av uttalanden där förintelsen beskrevs som "en allierad propaganda-uppfinning" och en aktion där organisationen hällde blod över monumentet vid Raoul Wallenbergs torg i Stockholm.
Nordisk Ungdom tog själva avstånd från beteckningen av organisationen som högerextrem, och motsatte sig även att förknippas med vit makt-miljön. Organisationen var starkt präglad av ett utomparlamentariskt och aktivistiskt synsätt och saknade ett politiskt program i ordets vanliga mening. Nordisk Ungdom visade ett starkt stöd för Sverigedemokraterna och Sverigedemokratisk Ungdom.
Bland de sakfrågor organisationen beskrev på sin hemsida ingick kamp mot mångkultur och banker och för "skandinavernas särart och självbestämmande".
Säpo kategoriserade Nordisk Ungdom som en del av vit makt-rörelsen i Sverige. Expo menade att organisationen, "genom spektakulära aktioner och kontroversiella samarbeten" för vit makt-rörelsen, kom att modernisera denna rörelse i Sverige. Exempel är då Nordisk ungdom samarbetade med radikala islamister i en manifestationen för ett fritt Palestina, vilket motiverades med att det är "av godo att samarbeta med grupper 'som vill leva enligt sin egen kultur, religion och tradition'". Organisationen visade sig också öppen för samarbete med den autonoma vänstern.